# إيغور كيزيليوف
إيغور كيزيليوف (بالروسية: Киселёв, Игорь Владимирович)‏ هو لاعب كرة قدم روسي في مركز الهجوم، ولد في 19 أغسطس 1979 في كراسنودار في روسيا، وتوفي بنفس المكان في 30 ديسمبر 2014 بسبب قصور القلب. لعب مع أفانجارد كورسك وتوربيدو موسكو ودينامو ستافروبول ونادي أحمد غروزني ونادي كوبان كراسنودار.